# ملعب أريزاو
ملعب آري دي أوليفيرا إي سوزا (Estádio Ary de Oliveira e Souza) المعروف عادةً باسم ملعب أريزاو (Arizão)، هو ملعب متعدد الأغراض يقع في كامبوس دوس غويتاكازس بالبرازيل. يتم استخدامه في الغالب لمباريات كرة القدم ويستضيف مباريات نادي غويتاكاس المالك للملعب. تبلغ السعة القصوى للملعب 15,000 شخص وتم بناؤه عام 1938. تم تسمية الملعب على اسم آري دي أوليفيرا إي سوزا، الرئيس السابق لنادي غويتاكاس.